# Омар ел Мухтар
Омар ел Мухтар (арап. عمر المختار; Џанзур, 20. август 1862 — Сулук, 16. септембар 1931) национални је херој либијског народа. Био је вођа отпора у Киренајци против италијанске окупације од 1923. до 1931. године. Италијани су га заробили и објесили 1931. године.

## Биографија
Рођен је у источној Киренајци, у селу Џанзур, источно од града Тобрука. Рано је постао сироче и био је усвојен од стране Шарифа ел Гарјана — нећака Хусеина Гарјана, вјерско-политичког вође у Киренајци. Образовао се у локалној џамији и студирао је осам година на Универзизету Сенуси у Ел Џагбубу који је био средиште покрета Сенуси. Године 1899. био је послан заједно са осталим припадницима покрета Сенуси да помогне Рабиху аз Зубајру у чадском отпору француској окупацији.

## Завјештање
Његови посљедњи дани борбе су представљени у филму Лав пустиње (1981), у којем главну улогу игра Ентони Квин, Оливер Рид и Ирена Папас.
Године 2009. либијски вођа Муамер ел Гадафи је током службене посјете Риму на униформи носио фотографију Омара ел Мухтара и повео је његовог најстаријег сина. Током Рата у Либији (2011) за побуњенике је његов лик постао симбол борбе против Гадафија, док приврженици Гафафија управо посматрају као насљедника Омара ел Мухтара у борби против стране окупације.